# Onoda, 10.000 noches en la jungla
Onoda, 10.000 noches en la jungla (ONODA 一万夜を越えて Onoda: Ichimanya o Koete?, tdl."Onoda: Over ten thousand nights", Francés: Onoda, 10 000 nuits dans la jungle) es una película dramática de aventuras de 2021 dirigida por Arthur Harari y escrita por el director y Vincent Poymiro, con la colaboración de Bernard Cendron, inspirada libremente en la vida de Hiroo Onoda. Es una coproducción internacional entre Francia, Japón, Alemania, Bélgica, Italia y Camboya.
La película está protagonizada por Yuya Endo como Onoda, un soldado japonés que se negó a creer que la Segunda Guerra Mundial había terminado y continuó luchando en una remota isla filipina hasta 1974. Está particularmente inspirado en la biografía de 1974 de Cendron y Gérard Chenu Onoda, seul en guerre dans la jungle y en los archivos de Cendron y las conversaciones de Harari con él. No se basa en las propias memorias de Onoda, y Harari considera que la película es una ficción inspirada en la historia más que una película biográfica.

## Reparto
- Yuya Endo como el joven Hiroo Onoda
- Kanji Tsuda como el viejo Hiroo Onoda
- Yuya Matsuura como el joven Kinshichi Kozuka
- Tetsuya Chiba como el viejo Kinshichi Kozuka
- Shinsuke Kato como Shimada
- Kai Inowaki como Akatsu
- Issey Ogata como Major Taniguchi
- Taiga Nakano como Norio Suzuki
- Nobuhiro Suwa como Tanejirō Onoda
- Mutsuo Yoshioka como Captain Hayakawa
- Tomomitsu Adachi como Second Kuroda
- Kyusaku Shimada como Lieutenant Suehiro
- Angeli Bayani como Iniez
- Jemuel Cedrick Satumba como el prisionero filipino

## Recepción
La película inauguró la sección Un Certain Regard del Festival de Cine de Cannes 2021 el 7 de julio de 2021.
Fue estrenada en cines en el Reino Unido e Irlanda por Third Window Films el 15 de abril de 2022.  

### Recepción de la crítica
On the review aggregator website Rotten Tomatoes, 97% of 30 critics' reviews are positive, with an average rating of 7.70/10. The website's consensus reads, "With absorbing patience and palpable empathy, Onoda: 10,000 Nights in the Jungle finds poignant drama in one real-life soldier's stubborn pursuit of honor."
En RogerEbert.com, Ben Kenigsburg escribe: "Técnicamente, 'Onoda'... es una película biográfica, pero nunca funciona como tal. Esta película austera, sombría y, en ocasiones, incluso oscuramente divertida es, en casi tres horas, más como una lenta y absurda grabación". James Lattimer, escribiendo para Sight and Sound, lo llamó "... un drama bélico de aspirantes a existencialistas de casi tres horas de duración pensado como un ejercicio en el tipo de inmersión en la pantalla grande que ha sido imposible últimamente. . . [L]a dramatización monótona de la película carece de la delicadeza visual o narrativa necesaria para mantener a los espectadores absortos".

## Premios y nominaciones
La película ganó el Prix Louis-Delluc de 2021. En los XI Premios Magritte, recibió una nominación en la categoría de Mejor Película Extranjera en Coproducción .